# Олімпійська збірна Туреччини з футболу
Олімпійська збірна Туреччини з футболу, відома також як збірна Туреччини U-23 (тур. Türkiye A2 millî futbol takımı) — національна футбольна збірна Туреччини гравців віком до 23 років, яка підпорядкована Турецькій федерації футболу і представляє країну на Олімпійських іграх та інших турнірах.

## Історія
Збірна Туреччини U-23 вперше виступила у товариському матчі проти Польщі у 2007 році. Єдиний гол у матчі на 16-ій хвилині забив Мевлют Ердінч, принісши туркам перемогу 1:0. В подальшому команда взяла участь у ряді товариських турнірів.
На Ісламських іграх солідарності 2013 року в Палембангу, Індонезія команда взяла бронзову медаль, здолавши команду Саудівської Аравії 2-1.